# Pusztaszemes
Pusztaszemes község Somogy vármegyében, a Siófoki járásban.

## Nevének eredete
Pusztaszemes neve két szóból ered: a „szem” (ami jelenthet gabonát vagy magot) és „puszta,” ami arra utal, hogy a terület a török hódoltság idején elnéptelenedett. Egy másik lehetséges magyarázat szerint a falu nevét első tulajdonosáról, egy Szemes nevű férfiról kaphatta.

## Fekvése
Az Észak-Somogyi dombvidéken, közelebbről a Külső-Somogyi dombság területén található. Balatonföldvártól délre 10 kilométerre, a Kőröshegy-Pusztaszemesi völgy déli részén fekszik, a Kaposvár-Szántód közti 6505-ös út mentén. Területén ered a kőröshegyi Séd-patak és a Jaba-patak is. Vízrajzi érdekessége, hogy völgyi-vízválasztó: a Séd északra, a Jaba délre folyik, forrásuk egymástól körülbelül 200–300 méterre van.

## Története
Neve a szem köznév származéka. Valószínűleg a gyepűvédő őrszemek települését jelöli, az előtag arra utal, hogy a település a török időkben elnéptelenedett.
Első ismert írásos említése az 1229-ben kelt II. András korabeli oklevélben található Scernes alakban írva, legalábbis erre lehet következtetni az oklevélben szereplő határleírásokból. Később az 1332-37-es pápai tizedjegyzék említette. 1536-ban Waralyazemes alakban írták. A török adójegyzékben még eleinte szerepelt, de később lakatlanná vált, és teljesen elnéptelenedett a falu. A hódoltság utáni betelepítések idején 1722-23-ban kelt törvény kimondja, hogy szabad személyek beköltözhetnek az országba. Ezután indult el Pusztaszemesre a német családok betelepedése. 1778-ban német telepesekkel építették újjá a falut. Földbirtokosa; a Széchényi család volt, de lakói közül sokan rendelkeztek saját kisbirtokkal. Római katolikus temploma 1860-ban épült és Szent Vendel tiszteletére szentelték.
Itt született Kádár János édesapja, Krezinger János.
A 2001-es népszámlálás adatai szerint lakossága 98,3%-ban magyarnak vallotta magát.

## Közélete

### Polgármesterei
- 1990–1994: Szunics Imre (független)[4]
- 1994–1998: Geiger Károly (független)[5]
- 1998–2002: Geiger Károly (független)[6]
- 2002–2006: Geiger Károly (független)[7]
- 2007–2010: Mecseki Péterné (független)[8]
- 2010–2014: Mecseki Péterné (független)[9]
- 2014–2019: Mecseki Péterné (független)[10]
- 2019–2024: Csicsa Dániel (független)[11]
- 2024– : Csicsa Dániel (független)[1]

A településen a 2006. október 1-jén megtartott önkormányzati választás után, a polgármester-választás tekintetében nem lehetett eredményt hirdetni, szavazategyenlőség miatt. Aznap a 342 szavazásra jogosult lakos közül 255 fő szavazott, egyikük érvénytelen szavazatot adott le, az érvényes szavazatok közül pedig 96-96 esett az öt, kivétel nélkül független jelölt közül Geiger Károly addigi polgármesterre és egyik kihívójára, Csicsa Istvánra. Az eredménytelenség miatt szükségessé vált időközi választást 2007. január 7-én tartották meg, ezen Geiger Károly már nem indult el, új jelöltként elindult viszont Mecseki Péterné, aki nagy fölénnyel végzett az élen, a második helyezetthez képest is közel háromszoros szavazatszámmal.

## Népesség
A település népességének változása:
| Lakosok száma | 343  | 339  | 336  | 372  | 378  | 369  | 376  |
|               | 2013 | 2014 | 2015 | 2021 | 2022 | 2023 | 2024 |

A 2011-es népszámlálás során a lakosok 93,5%-a magyarnak, 2,7% németnek, 0,9% cigánynak, 0,3% örménynek, 0,3% románnak, 0,3% szerbnek mondta magát (6,5% nem nyilatkozott; a kettős identitások miatt a végösszeg nagyobb lehet 100%-nál). A vallási megoszlás a következő volt: római katolikus 55,5%, református 2,9%, evangélikus 1,8%, felekezet nélküli 22,4% (17,1% nem nyilatkozott).
2022-ben a lakosság 87,3%-a vallotta magát magyarnak, 1,6% németnek, 0,5% szerbnek, 0,3% cigánynak, 0,3% románnak, 0,8% egyéb, nem hazai nemzetiségűnek (12,2% nem nyilatkozott; a kettős identitások miatt a végösszeg nagyobb lehet 100%-nál). Vallásuk szerint 37% volt római katolikus, 3,7% református, 0,8% evangélikus, 3,4% egyéb katolikus, 14,6% felekezeten kívüli (40,5% nem válaszolt).

## Nevezetességei
- Római katolikus temploma 1860-ban épült, védőszentje Szent Vendel.
- Az első világháború és a második világháború hősi halottjainak emlékműve.
- Népi lakóházak